# کاکل‌پری اسکلیتر
کاکل‌پری اسکلیتر (نام علمی: Lophophorus sclateri) نام یک گونه از سرده کاکل‌پری است.